# دیرپارک (نیویورک)
دیرپارک (به انگلیسی: Deer Park) یک منطقهٔ مسکونی در ایالات متحده آمریکا است که در شهرستان سافک، نیویورک واقع شده‌است. دیرپارک ۱۶٫۰ کیلومتر مربع مساحت و ۲۷٬۷۴۵ نفر جمعیت دارد و ۲۲٫۵۶ متر بالاتر از سطح دریا واقع شده‌است.